# Premier 118N
La Premier 118 NE est une voiture fabriquée par le constructeur indien Premier sous licence Fiat, à partir de 1986 jusqu'en 2000. 
Ce modèle est étroitement dérivé de la Fiat 124, voiture de l'année européenne 1966, qui a connu un incroyable succès un peu partout dans le monde. Le constructeur indien Premier, lié à Fiat Auto depuis 1954, voulait rajeunir son unique modèle, la Premier Padmini, copie de l'ancienne Fiat 1100D des années 60. Pour cela, il négocia le rachat de la ligne de production de la 124 installée chez Fiat-Seat en Espagne.
La Premier 118 NE diffère de la Fiat 124 extérieurement par sa calandre, dérivée de la Seat 124 Pamplona, avec des phares rectangulaires. Sa motorisation est reprise de chez Nissan d'où son nom 118NE : Nissan Essence de 1171 cm3 et 52 cv DIN.
La voiture a connu un fort succès dès son lancement malgré son classement dans la catégorie voitures de luxe. Elle a eu une redoutable concurrente, l'ancienne Premier Padmini qui resta au catalogue jusqu'en 1998, en raison de l'attachement des automobilistes indiens à ce modèle d'un autre temps.
En 1993, Premier équipe son modèle 118-138D d'un moteur diesel du fabricant italien « Fratelli Negri Motori » - FNM.
Ce modèle verra sa production arrêtée en 2000 lorsque le constructeur Premier sera racheté et incorporé dans Fiat India Ltd.